# Samarate
Samarate (lombardul: Samaraa) település Olaszországban, Varese megyében. Lakosainak száma 16 026 fő (2023. január 1.). Samarate Busto Arsizio, Cardano al Campo, Ferno, Gallarate, Lonate Pozzolo, Magnago, Somma Lombardo és Vanzaghello községekkel határos.

## Népesség
A település népességének változása:
| Lakosok száma | 16 021 | 16 018 | 16 026 |
|               | 2017   | 2018   | 2023   |